# نحن ما زلنا لا نعرف اسم الزهرة التي رأيناها ذلك اليوم
نحن ما زلنا لا نعرف اسم الزهرة التي رأيناها ذلك اليوم (باليابانية: あの日見た花の名前を僕達はまだ知らない。، بالروماجي:  Ano Hi Mita Hana no Namae o Bokutachi wa) (بالإنجليزية: Anohana: The Flower We Saw That Day)‏ هي رواية يابانية من تأليف ماري اوكادا، أقتُبست إلى أنمي تلفزيوني من إنتاج استوديو أيه-1 بكتشرز، عرض في 14 أبريل عام 2011 حتى 23 يونيو عام 2011، على تلفزيون فوجي (نويتامينا)، وتكون من 11 حلقة.

## القصة
تدورالأحداث عن مجموعة من ستة أصدقاء منذ طفولة، حيث تفرقوا بسبب موت صديقتهم ميكو هونما (مينما) في حادث. بعد وقوع الحادث، انسحب زعيم المجموعة جينتا يادومي، من المجتمع وتفرق الجميع. في أحد الأيام الصيفية، يظهر شبح مينما لجينتا وتطلب منه أن يحقق لها أمنية، ولكن مينما لاتتذكر ما هي أمنيتها. فيقرر جينتا جمع أصدقائه لمساعدة مينما في تحقيق أمنيتها، لكنهم لايصدقون جينتا ويظنون أنه يهلوس، لان جينتا هو الشخص الوحيد القادر على رؤية شبح مينما، فيحاول جينتا أقناع أصدقائه من أجل مساعدة مينما.

## الشخصيات
جينتا يادومي (جينتان) (باليابانية: 宿海 仁太، بالروماجي: Yadomi Jinta)
مؤدي الصوت : ميو إيرينو
موتسومي تامورا (أيام الطفولة)
ميكو هونما (مينما) (باليابانية: 本間 芽衣子، بالروماجي: Honma Meiko)
مؤدية الصوت : آي كايانو
ناروكو آنجو (أنارو) (باليابانية: 安城 鳴子، بالروماجي:  Anjō Naruko)
مؤدية الصوت : هاروكا توماتسو
أتسومو ماتسويوكي (يوكياتسو) (باليابانية: 松雪 集، بالروماجي: Matsuyuki Atsumu)
مؤدي الصوت : تاكاهيرو ساكوراي
أسامي سيتو (أيام الطفولة)
تشيريكو تسورومي (تسوروكو) (باليابانية: 鶴見 知利子، بالروماجي: Tsurumi Chiriko)
مؤدية الصوت : ساوري هايامي
تيتسودو هيساكاوا (بوبو) (باليابانية: 久川 鉄道، بالروماجي: Hisakawa Tetsudō)
مؤدي الصوت : تاكايوكي كوندو
أكي تويوساكي (أيام الطفولة)

## وصلات خارجية
- نحن ما زلنا لا نعرف اسم الزهرة التي رأيناها ذلك اليوم على موقع IMDb (الإنجليزية)
- نحن ما زلنا لا نعرف اسم الزهرة التي رأيناها ذلك اليوم على موقع نتفليكس (الإنجليزية)
- نحن ما زلنا لا نعرف اسم الزهرة التي رأيناها ذلك اليوم على موقع فيلمافينيتي (الإسبانية)
- نحن ما زلنا لا نعرف اسم الزهرة التي رأيناها ذلك اليوم على موقع ليتربوكسد (الإنجليزية)
- نحن ما زلنا لا نعرف اسم الزهرة التي رأيناها ذلك اليوم على موقع كينوبويسك (الروسية)
- نحن ما زلنا لا نعرف اسم الزهرة التي رأيناها ذلك اليوم على موقع قاعدة بيانات الفيلم (الإنجليزية)
- نحن ما زلنا لا نعرف اسم الزهرة التي رأيناها ذلك اليوم على موقع ANN anime (الإنجليزية)

- موقع الأنمي الرسمي
- موقع الأنمي الرسمي (باليابانية)
- موقع الدراما التلفزيونية الرسمي

(باليابانية)
- موقع الرواية المرئية الرسمي (باليابانية)
- 12368 في شبكة أخبار الأنمي